# 岸誠
岸誠（がんせい、文政10年（1827年）頃 - 慶応3年8月9日（1867年9月6日））は、江戸時代末期（幕末）に活躍した岸派の絵師。丹波介。姓は佐伯、名は昌誠（成）、字は士敬、号は三峯（峰）。岸岱の三男。

## 略歴
父に学び、岸派の伝統を踏まえた日本画を描いたことで知られる。父と同じく御所に仕え、有栖川宮家の近習となり、丹波介を名乗ることを許された。安政度御所造営にも参加している。『平安人物誌』嘉永5年版、慶応3年版に掲載。『平安画家評判記』では、「中々お若いのに似合わぬかつたりと出来、おとなしきお人で御ざいます」と評され、若年ながらその画技と人柄が好感をもって受け入れられたと見られる。
墓所は本禅寺。法名、同勇院殿体頌日間大居士。

## 一族
- 岸岱は父。
- 岸慶、岸礼は兄。

## 代表作
- 「獅子牡丹図金屏風」 紙本金地著色 六曲一隻 個人蔵 孝明天皇が崩御した際、松平容保への形見分けとして送られた中屏風。後に火災に遭い、左隻は何とか残り、右隻は断片のみ現存している。